# Ельсніг
Ельсніг (нім. Elsnig) — громада в Німеччині, розташована в землі Саксонія. Входить до складу району Північна Саксонія. Складова частина об'єднання громад Домміч.
Площа — 36,76 км2. Населення становить 1385 ос. (станом на 31 грудня 2020).